# Понарино
Понарино — деревня в Орехово-Зуевском городском округе Московской области, в составе сельского поселения Дороховское. Население — 232 чел. (2010).

## Месторасположение
Расстояние до районного центра г. Орехово-Зуево — 38 км, до Москвы (МКАД) — 97 км.
Соседние населённые пункты: деревни Мисцево, Титово, Селиваниха, Дорохово, посёлок Авсюнино.

## История
Понарино, деревня Дороховской волости Богородского уезда. В XVII веке называлась деревней Овсяниковой, Понарена тож, на прудце. Название указывает на то, что в XVII столетии официальное название деревни ещё не установилось окончательно. С другой стороны, совершенно очевидно, что она уже существовала. Какое-то время деревня 1 стана Понарьино принадлежала полковнику Козакову Владимиру Борисовичу. Понарино являлось одним из старообрядческих книгописных центров, наряду с соседними сёлами Беливо, Мисцево, Петрушино, Заполицы и Заволенье. Переписанные гуслицкие певческие рукописные книги отличались ярким и пышным оформлением, их первые страницы украшались растительным орнаментом, изображением птиц. В книгах для пения была так называемая русская крюковая запись нот, где над буквами — точки и крючки. Именно после раскола Русской Церкви книги для пения стали искусно переписываться, а крюковому мелодичному пению стали учиться тайком. Для себя эти книги писали ещё в XVII веке, а вот в начале XVIII века они начали появляться и в продаже. В XVIII—XIX веках во всех российских и зарубежных старообрядческих общинах использовались гуслицкие певческие рукописные книги. Со временем, когда стало появляться большое количество печатных книг, надобность в переписке книг постепенно отпала.

## Население
Постоянное население деревни 237 чел.(2004).
По официальным данным на начало 2012 года в Понарино зарегистрировано 216 человек, численность постоянных хозяйств — 117.
| 1926 | 2002 | 2006 | 2010 |
| ---- | ---- | ---- | ---- |
| 1095 | ↘241 | ↘237 | ↘232 |

## Администрация
Депутат и староста деревни — Гыбина Елена Евгеньевна.
Приемный день — каждый последний четверг месяца.
Прием ведется в Понаринском клубе с 14-00 до 16-00.

## Понаринский клуб
Директор и художественный руководитель клуба — Пожарнова Эльвира Александровна.
Понаринский сельский клуб является структурным подразделением МУК ЦДК «Надежда» п. Авсюнино. Здание клуба кирпичное, построено в 1907 году местным фабрикантом. В те далёкие годы здесь располагался трактир, а после прихода советской власти долгое время была конюшня. По некоторым данным чуть позже здание использовалось как склад. В конце 40-х в начале 50-х часть здания отдали под «Красный уголок». И только потом здесь начали крутить кино и устраивать по выходным танцы под радиолу. После печального для всей деревни пожара в августе 2006 года, крыша клуба прогорела и обрушилась, здание почернело. Пожаром было уничтожено всё имущество клуба, музыкальная и световая аппаратура. Но уже к лету 2007 года при поддержке Управления Культуры Орехово-Зуевского района и благодаря усилиям Ермилова Павла Сергеевича, который руководил клубом более 20 лет, здание было полностью реконструировано, оснащено мебелью и необходимым оборудованием. Сейчас, как и прежде здесь проводятся праздники и концерты. Жители деревни приходят сюда пообщаться с односельчанами, поиграть в шашки, шахматы, настольный теннис. Для детей дошкольного и школьного возраста работают кружки художественной самодеятельности и «Умелые Руки». Каждую субботу для молодежи организуются дискотеки. Понаринский сельский клуб — единственное место, где могут собраться односельчане самых разных возрастов. О клубе жители деревни отзываются с большой теплотой.
Адрес: 142645 Московская область, Орехово-Зуевский район, деревня Понарино, дом 75А.
Время работы: ПН / СР / ЧТ / ПТ / ВС — с 14:00 до 20:00 / СБ — с 18:00 до 24:00 / ВТ — выходной.

## Транспортное сообщение
Основным средством сообщения является автобусное, а также железнодорожный транспорт (п. Авсюнино).
В 2014 году проложена асфальтированная дорога, соединяющая трассу и деревню Понарино.
Расписание автобусного маршрута № 42 Орехово-Зуево — Дорохово
Расписание автобусного маршрута № 35 Куровское — Красное

## Жизнь в деревне
Жизнь жителей деревни Понарино богата событиями. Каждый государственный праздник сопровождается концертами местных творческих коллективов (напр. Творческий союз «Неравнодушные», Ансамбли «Родничок» и «Сударушки») и народными гуляниями.
21 сентября 2014 года в деревне был открыт памятник местным жителям, которые не вернулись с Великой Отечественной войны.
Ежемесячно проводятся соревнования по теннису между местными жителями.
Ежегодно проводятся субботники, опилка деревьев, очистка пруда.
На данный момент проводятся работы по прокладке газовых труб.
Недавно была открыта большая детская площадка.
Планируется постройка волейбольной площадки и площадки с тренажерами, а также модернизация электросети и освещения улиц.

## О Понарино в сети интернет
У деревни есть свой сайт: Понарино — самая лучшая деревня в мире! Адрес сайта: http://ponarino.ru/. Сайт содержит информацию об истории Понарино, Книгу Памяти о погибших в ВОВ односельчанах, информацию о работе клуба, афишу предстоящих мероприятий, отчет о прошедших мероприятиях, фотогалереи Вот моя деревня и Фото из домашних альбомов. И многое другое
Также у деревни Понарино есть собственные странички в таких социальных сетях как Одноклассники и Вконтакте, есть свой аккаунт и хештег (#понарино) в сети Instagram.

## Интересные факты
В прошлом жителей деревни обзывали «Польшей». Для объяснения этого придумали легенду, что здесь когда-то жил ссыльный поляк. Однако, вероятнее всего, такое прозвище косвенно свидетельствует об этнической принадлежности основателей селения. Дело в том, что Гуслица была местом, куда ссылали жителей Речи Посполитой и Ливонского ордена, с которыми Русь воевала в XVI веке.